# Tory Lane
Tory Lane, eg. Lisa Nicole Piasecki, född 30 september 1982, är en amerikansk porrskådespelerska.
Lane är född i Florida i USA och började som sexåring att dansa klassisk balett. Efter att ha gått ut college fick hon sitt första jobb som bartender. Kort därefter påbörjade Lane sin karriär som strippa och blev därefter anställd hos företaget Hooters som är en restaurangkedja i USA. Genom Hooters blev hon snart erbjuden roller i pornografiska filmer och flyttade därefter till Kalifornien.  Efter att ha skrivit kontrakt med det amerikanska porrbolaget LA direct spelade hon in sin första porrfilm vid 21 års ålder. Lane har efter det medverkat i över 200 filmer, bland annat tillsammans med Ashley Blue.
2005 gifte sig Tory Lane med en pornografisk regissör vid namn Rick Shameless och spelade under en kortare tid endast med i filmer med kvinnor. I november 2005 skilde sig paret och Lane började återigen medverka i filmer med manliga skådespelare.
2007 skrev Tory Lane på ett tvåårigt kontrakt med det pornografiska filmbolaget Sin City där hon både spelade i och regisserade filmer. I maj 2008 bröt hon detta kontrakt och förklarade att hon återigen sökte nya kontrakt.
Lane har vunnit flera priser i AVN-galan, bland annat för bästa gruppsex scen. Lane spelade så sent som 2013 i nya erotiska filmer.